# Alabama-ekspeditionen 1909-12
Alabama-ekspeditionen (1909–1912) var en dansk undsætningsekspedition til Nordøstgrønland. Den havde to formål: 1) at finde de tre savnede og omkomne fra Danmark-ekspeditionen og 2) at finde Danmark-ekspeditionens efterladte dagbøger, rapporter og kort over det endnu ikke kortlagte Nordøstgrønland. Alabama-ekspeditionen havde syv deltagere. Ekspeditionerne fik navn som det skib, der sejlede dem til destinationen.
Alabama-ekspeditionen var ledet af kaptajn Ejnar Mikkelsen, som gennemførte en slæderejse til 79-fjorden i efteråret 1909, der skulle opfylde det første formål, men Ejnar Mikkelsen fandt ikke Ludvig Mylius-Erichsen eller Niels Peter Høeg Hagen, men de fandt Brønlunds lig og begravede ham i den klippehule, hvor han var omkommet. Den anden slæderejse begyndte i marts 1910, og den skulle opfylde det andet formål. Ejnar Mikkelsen fandt kort og rapporter fra Danmark-ekspeditionen, men returnerede til Alabama længe efter, at skibet skulle være sejlet tilbage til Danmark. Alabama var forlist kort efter forårsekspeditionens begyndelse. Fem ekspeditionsdeltagere blev reddet af et norsk fangstskib i august 1910. Isen tillod ikke sejlads så langt mod nord i 1911, så Ejnar Mikkelsen og Iver P. Iversen måtte vente i to et halvt år på at blive undsat af norske hvalfangere

## Baggrund
Efterretningen om de tre grønlandsforskeres tragiske død gjorde et stærkt indtryk i Danmark. Gennem Jørgen Brønlunds dagbog og Niels Peter Høeg Hagens kortskitser var man vel i stand til nogenlunde at konstruere Mylius-Erichsens rejse, men alle de øvrige på rejsen førte dagbøger med resultatet af deres undersøgelser og observationer savnedes, man tænkte sig, at de forulykkede fra et sted i Danmarks-Fjorden havde forsøgt at rejse hjem over indlandsisen for at undgå at blive standset af åbent vand langs kysterne, og at de muligvis havde været tvunget til at deponere en stor del af bagagen på det sted, hvor de måtte stige op på indlandsisen. Kaptajn Ejnar Mikkelsen, som tidligere havde foretaget flere arktiske rejser både til Grønland og det nordamerikanske fastland, udkastede da den plan at foretage en rejse til Danmarks-Fjorden, for muligvis at finde de savnede oplysninger. Med den lille motorslup Alabama forlod han København 20. juni 1909 med en besætning på i alt 7 mand, anløb Færøerne for at overtage ca. 50 grønlandske hunde, som var dirigeret dertil fra de danske kolonier. På rejsen fra Grønland havde de haft hårdt vejr, og hen imod halvdelen af hundene var døde, mens resten var i en ynkelig forfatning. Efter telegrafisk forhandling med komiteen i København fik de tilladelse til at anløbe Angmagsalik og der indkøbe så mange hunde, som kunne undværes. I slutningen af juli kom de hertil og fik indsamlet 47 hunde, hvor efter de, via Island, hvor deres maskinist, der var blevet syg, blev ombyttet med maskinist Iversen fra det danske stationsskib, satte ind i isen og kom til land på østkysten af Grønland ved Shannon-øen på ca. 75 br. Forsøg på at komme længere nord på mislykkedes, og skibet fortøjedes derfor i Alabama Havn ved øens nordende. Rejsen nord på blev herved betydelig forlænget, idet der var 170 km til Danmarkshavn, hvor Danmark-Ekspeditionen havde overvintret.

## Ekspeditionens forløb

### Første slæderejse
Samme efterår foretoges en møjsommelig slæderejse langs kysten op til det sted, hvor Jørgen Brønlunds lig var begravet. Stedet blev fundet og undersøgt, men alle eftersøgninger efter de øvrige omkomne var forgæves. Efter al sandsynlighed har deres sidste teltplads været på havisen, som senere er brudt op og drevet bort med strømmen. 17. december kom de tilbage til Alabama, efter i 84 dage at have tilbagelagt 900 km over et meget vanskeligt terræn, og for en stor del i den mørke tid, hvor solen ikke var over horisonten. De drog ud med 21 hunde, men kom tilbage med kun 7; de øvrige havde måttet bukke under for rejsens besværligheder.

### Hovedekspeditionen
Hovedekspeditionen til Danmarks-Fjorden afgik 3. marts 1910. Den bestod af to mand, Mikkelsen og maskinist Iversen, og et hjælpeparti på tre mand under ledelse af ekspeditionens næstkommanderende, premierløjtnant Laub med tilsammen 21 hunde. Den vejlængde, der skulle tilbagelægges, inden hovedekspeditionen kom tilbage til Alabama Havn, var ca. 1.900 km (som fra København til Messina) med vished om ikke at træffe et levende menneske undervejs, alt måtte de føre med sig med undtagelse af den forsyning, de kunne vente at finde i de fra Danmarks-Ekspeditionen udlagte depoter, og det vildt, de kunne nedlægge undervejs. Det var overhovedet en af de dristigste ekspeditioner, der nogen sinde er iværksat. Vejen gik over kystisen ind til bunden af Dove-Bugten (76%° Br.). Her gik den op over indlandsisen gennem Storstrømmen. På 77/4° Br. skiltes hjælpeekspeditionen under Laub fra hovedekspeditionen. Laub foretog en slæderejse langs nord- og nordvestsiden af Dronning Louise’s Land, optog kort over denne strækning og vendte der efter tilbage til Danmarkshavn til Alabama. Ved ankomsten her 23. maj modtog man den triste efterretning, at Alabama var sprunget læk og sunket allerede 13. marts. De to af ekspeditionens medlemmer, der var blevet tilbage ved skibet, havde bjerget i land fra vraget, hvad de kunne, de havde bygget et midlertidigt telt i land, og man gik nu i gang med, af det tømmer, der kunne reddes fra skibet, at bygge et hus til eventuel vinterbolig. I den ordre, næstkommanderende havde modtaget fra lederen, stod, at man skulle afvente hans tilbagekomst indtil 1. august. Da han, hvis omstændighederne viste sig gunstige, ville søge gennem den formodede Peary-kanal til vestkysten, og der søge forbindelse med polareskimoerne. Situationen var jo alt andet end lystelig; retræten hjem efter var askåret, og man kunne kun nære et svagt håb om, at et eller andet fangstfartøj tilfældigvis skulle komme ind til kysten og tage dem op. Dette håb gik i opfyldelse, 27. juli fik de forbindelse med den norske galease 7. Juni af Aalesund, der havde overvintret ved Germania Havn på Sabine-øen for at jage bjørne og ræve. Denne optog nu de fem tilstedeværende medlemmer, og da den aftalte frist for hovedekspeditionens tilbagekomst var udløbet, afgik de 7. august og kom ind til Aalesund i Norge 15. august.
Hovedekspeditionen arbejdede sig med 15 hunde frem over indlandsisen, kortlagde en del nunatakker og kom 13. maj til land ved enden af en ved bunden af Danmarks-Fjorden liggende stor sø. På vestsiden af Danmarks-Fjorden (81° 25’ br.) fandt de en rapport fra Mylius-Erichsen, skrevet 12. september 1907, der berettede, at de i fjorden havde haft en god jagt, og efter, at fjordisen var blevet sikker, havde opgivet tanken om at gå over indlandsisen, men tiltrådte tilbagevejen langs yderkysten. Flere steder fandt de tydelige fodspor, teltpladser og andre efterladenskaber, og i en varde noget længere ude i fjorden en beretning, hvoraf det fremgik, at Mylius-Erichsen havde konstateret, at Peary-kanalen ikke eksisterer. Dermed måtte Mikkelsen opgive al tanke om at søge forbindelse med polareskimoerne. Hjemrejsen blev lagt uden om Nordostrundingen og ned langs kysten. Det viste sig, at Mylius-Erichsen havde været ved et depot, der var udlagt i nærheden af Nordostrundingen, men ikke ved de sydligere depoter på Amdrup Land (80° br.). Alt taler derfor for, at Mylius-Erichsen på grund af åbent vand har måttet søge op på indlandsisen nord for dette sted, og at han derfra har arbejdet sig ned til Lambert’s Land, hvor de alle tre er omkomne af sult og udmattelse.

### Hjemrejsen
Ejnar Mikkelsens hjemrejse var i højeste grad besværlig og vanskelig. Flere steder måtte de standse på grund af sygdom og mangel på proviant, for ved jagt at skaffe det nødvendige til livets ophold. 18. august, noget syd for Brønlunds grav, måtte de slagte den sidste hund og der efter selv trække slæden hele resten af vejen over is med store dybe revner med åbent vand. Fremgangen var ringe, og i skærfjorden (77° br.) tvang åbent vand dem til at efterlade slæde, dagbøger og udrustning, for til fods over landet at nå Danmarkshavn. De nåede denne 18. september fuldstændig udmattede og afkræftede, uden proviant. Af det derværende depot fik de dannet sig en ny udrustning med slæde og så videre. Et forsøg på at hente dagbøgerne i skærfjorden måtte opgives på grund af afkræftelse, og først 5. november var de i stand til at rejse videre. 25. november nåede de Alabama Havn, fandt skibet sunket og kammeraterne borte, men tillige det hus, som de havde bygget til dem, og rigelig forsyning med proviant med mere. Taget på huset var delvis ødelagt af storm, så at huset var fuldt af sne, ved at fjerne dette, har de rimeligvis bortkastet den rapport, som Laub havde efterladt, så de var uvidende om deres kammeraters skæbne, indtil de året efter, 1911, ved et besøg på et sydligere liggende depot, fandt efterretninger fra dem.

### Sidste forsøg
Efter overvintring i huset ved Alabama Havn foretog de to udholdende mænd endnu engang — fra 24. april til 6. juni 1911 — den lange rejse til fods op til skærfjorden for at hente de efterladte sager. Sommeren gik, men der kom intet skib. November 1911 flyttede de ned til et ældre amerikanske depot på Bass Rock, hvor de endnu engang overvintrede, og endelig 19. juli 1912 blev de optaget af den norske damper Sjøblomsten, 7 dage før den grønlandske handelsdamper Godthaab anløb pladsen for at bringe dem undsætning. Sjøblomsten bragte dem til Aalesund i Norge, hvor de ankom 28. juli 1912, efter et 3-årigt ophold i Grønland under utrolige savn og lidelser, hvor de har udvist en udholdenhed og modstandskraft, som alle måtte beundre.